# 185 Евніка
185 Евніка (185 Eunike) — астероїд головного поясу, відкритий 1 березня 1878 року.